# Йольделунд
Йольделунд (нім. Joldelund) — громада в Німеччині, розташована в землі Шлезвіг-Гольштейн. Входить до складу району Північна Фризія. Складова частина об'єднання громад Міттлерес-Нордфрісланд.
Площа — 19,12 км2. Населення становить 738 ос. (станом на 31 грудня 2020).